# Llista d'episodis d'Estació d'enllaç
La sèrie de televisió catalana Estació d'enllaç consta de 140 episodis. Es va emetre en cinc temporades. Es va estrenar a TV3 el 20 de novembre de 1994.

## Temporades
| Temporada | Temporada | Episodis | Estrena a Catalunya    | Final                | Final |
| --------- | --------- | -------- | ---------------------- | -------------------- | ----- |
|           | 1         | 31       | 20 de novembre de 1994 | 20 de juny de 1995   |       |
|           | 2         | 36       | 13 de setembre de 1995 | 17 de juliol de 1996 |       |
|           | 3         | 30       | 17 de setembre de 1996 | 10 de juny de 1997   |       |
|           | 4         | 31       | 30 de setembre de 1997 | 7 de juliol de 1998  |       |
|           | 5         | 12       | 23 de setembre de 1998 | 20 de gener de 1999  |       |

## Llista d'episodis

### Primera temporada
| Núm. | #  | Títol                  | Director         | Guionista                  | Data d'emissió         |
| --- | -- | ---------------------- | ---------------- | -------------------------- | ---------------------- |
| 1 | 1  | «La indulgència»       | Jordi Frades     | Jaume Cabré & Piti Español | 20 de novembre de 1994 |
| Oi que en una estació de tren poden passar moltes coses? En aquest primer episodi, assistirem a les trifulgues d'un home jove, en Joan, que, si ho arriba a saber, no hauria posat mai els peus a l'estació d'enllaç. |    |                        |                  |                            |                        |
| 2 | 2  | «Un regal inesperat»   | Jordi Frades     | Jaume Cabré & Piti Español | 27 de novembre de 1994 |
| A Cervera s'ha comès un atracament. Els personatges de l'Estació d'Enllaç en viuran les conseqüències d'una manera inesperada. Ells i algunes altres persones que passaven per allà… |    |                        |                  |                            |                        |
| 3 | 3  | «Mirades de dona»      | Jordi Frades     | Jaume Cabré & Piti Español | 4 de desembre de 1994  |
| La Glòria, la mestressa de la botiga de regals, rep una visita que li fa reviure moments passats que ja creia del tot oblidats. |    |                        |                  |                            |                        |
| 4 | 4  | «Quaranta a quinze»    | Jordi Frades     | Jaume Cabré & Piti Español | 11 de desembre de 1994 |
| Una monja que se'n va a l'Àfrica ha de prendre decisions molt difícils, tant pel que fa a la seva relació amb la gent que estima com amb persones que coneix, mentre espera el tren que la durà a París. |    |                        |                  |                            |                        |
| 5 | 5  | «L'admirador»          | Jordi Frades     | Jaume Cabré & Piti Español | 18 de desembre de 1994 |
| Un escriptor que espera el tren que va a Girona es troba involucrat en uns fets que l'afecten directament, tant a ell com la novel·la que acaba d'escriure. L'Eduard, l'home que regenta el quiosc, fa el que pot per ajudar-lo. El Manel, l'amo del bar, impel·lit pels esdeveniments, ens fa unes revelacions sobre el seu passat força sorprenents.                                                                              |    |                        |                  |                            |                        |
| 6 | 6  | «L'espot»              | Jordi Frades     | Jaume Cabré & Piti Español | 25 de desembre de 1994 |
| A l'estació es roda un espot publicitari. Una de les persones que hi intervé té una relació molt concreta amb l'Ester i la Laura. I, per descomptat, amb la seva mare. En Pere, que estava tan tranquil, rep una notícia referida a la Fina que li fa trontollar els seus esquemes. |    |                        |                  |                            |                        |
| 7 | 7  | «Pallassos»            | Jordi Frades     | Jaume Cabré & Piti Español | 1 de gener de 1995     |
| Molta gent es pensa que els pallassos són una gent que sempre està contenta. Uns pallassos volen agafar el tren per anar a fer riure els nens de Sarajevo. Entre el grup de pallassos esclaten les desavinences. I entre el Pere i la Fina, també. |    |                        |                  |                            |                        |
| 8 | 8  | «A les set en punt»    | Jordi Frades     | Jaume Cabré & Piti Español | 8 de gener de 1995     |
| En Tomàs es massa curiós, el seu pare sempre l'hi adverteix. Sense adonar-se, es veu immers en un gran embolic. |    |                        |                  |                            |                        |
| 9 | 9  | «Cavatina per a dos»   | Jordi Frades     | Jaume Cabré & Piti Español | 15 de gener de 1995    |
| El Carles, un home jove que arriba a l'estació, es debat entre dos deures igualment imperatius; i la decisió, dificilíssima, l'ha de prendre precisament a l'estació d'enllaç. |    |                        |                  |                            |                        |
| 10 | 10 | «L'Edgar i la Maria»   | Jordi Frades     | Jaume Cabré & Piti Español | 17 de gener de 1995    |
| L'Edgar i la Maria són un noi i una noia amb deficiències psíquiques que s'han perdut a l'estació d'enllaç. Sense voler-ho, viuen una bona aventura. |    |                        |                  |                            |                        |
| 11 | 11 | «Objectius indiscrets» | Jordi Frades     | Jaume Cabré & Piti Español | 24 de gener de 1995    |
| El Tito és un periodista gràfic amb pocs escrúpols. Poc que s'imagina tot el que li caurà a sobre, en qüestió de minuts, a l'estació. I l'Eduard del quiosc en té força culpa. |    |                        |                  |                            |                        |
| 12 | 12 | «Ser o no ser»         | Jordi Frades     | Jaume Cabré & Piti Español | 31 de gener de 1995    |
| Tant el Manel com l'Eduard reben unes visites que, per raons molt diferents, no els fan cap gràcia. Però el Manel té una cita fora de l'estació que, pel que sembla, té una importància extraordinària per a la seva vida. |    |                        |                  |                            |                        |
| 13 | 13 | «Pares i fills»        | Jordi Frades     | Jaume Cabré & Piti Español | 7 de febrer de 1995    |
| La Matilde i la seva filla han perdut el tren. Això posa molt neguitosa la dona. Tant de bo que no l'hagués perdut, perquè els seus problemes personals repercutiran, i de quina manera, en els nostres amics de l'estació. |    |                        |                  |                            |                        |
| 14 | 14 | «Homes com pedres»     | Jordi Frades     | Jaume Cabré & Piti Español | 14 de febrer de 1995   |
| Una història d'amor. No, dues històries d'amor. Que no: tres històries d'amor… La Teresa, la dona del Manel, està a un punt de ser operada del cor i fa els preparatius. |    |                        |                  |                            |                        |
| 15 | 15 | «La concessió»         | Sílvia Quer      | Jaume Cabré & Piti Español | 21 de febrer de 1995   |
| La presència del Robert a casa de les seves filles comporta una sèrie d'incomoditats, com pot constatar la Laura, la petita, que es veu forçada a prendre partit en una guerra entre pare i mare que no és la seva guerra. Mentrestant, a l'estació d'enllaç, la tensió amb què es viu la malaltia de la Teresa es veu complicada per les decisions definitives que es prenen sobre la renovació de la concessió del bar del Manel. |    |                        |                  |                            |                        |
| 16 | 16 | «El desengany»         | Sílvia Quer      | Jaume Cabré & Piti Español | 28 de febrer de 1995   |
| La Dolors és una dona gran que arriba a l'estació d'enllaç acompanyada pel seu fill. La previsió del fill és que la seva germana ja els estigui esperant, per quedar-se amb la mare, perquè ell té molta pressa. Però les coses no surten com havia pensat. Coneixerem també la història d'en Rafel, un ferroviari amic d'en Pere que té un problema molt greu.                                                                     |    |                        |                  |                            |                        |
| 17 | 17 | «El tren de la mort»   | Jordi Frades     | Jaume Cabré & Piti Español | 7 de març de 1995      |
| Les desventures del Rafel, el ferroviari amic del Pere i el Manel, desemboquen en unes complicacions que podrien acabar en una tragèdia en què es veuen implicats alguns dels habituals de l'estació d'enllaç. |    |                        |                  |                            |                        |
| 18 | 18 | «L'aniversari»         | Sílvia Quer      | Jaume Cabré & Piti Español | 14 de març de 1995     |
| Avui, l'Ester fa divuit anys. Ha rebut alguns regals, però, en canvi, ni el seu pare, el Robert, ni el Tomàs no hi han pensat. L'Ester està una mica amoïnada; però ho estaria més si arribés a saber què planeja una dona misteriosa que acaba d'arribar a l'estació. |    |                        |                  |                            |                        |
| 19 | 19 | «Primeres vegades»     | Jordi Frades     | Jaume Cabré & Piti Español | 21 de març de 1995     |
| La Glòria i l'Eduard prenen una determinació que pot ser molt important de cara al seu futur. El Tomàs i l'Ester estan en una situació semblant. El Pere i la Fina tenen una notícia bona o dolenta, segons com es miri. Coses de cada dia a l'estació, si no fos per la presència inquietant de dos homes que tenen un projecte macabre.                                                                                           |    |                        |                  |                            |                        |
| 20 | 20 | «Una història d'amor»  | Sílvia Quer      | Jaume Cabré & Piti Español | 28 de març de 1995     |
| Un professor s'ha escapat amb una alumna seva. Al cap d'alguns dies, es troben a l'estació, a punt d'agafar un tren. La estranya personalitat de la noia desencadena una sèrie d'esdeveniments dels quals la Laura és protagonista. |    |                        |                  |                            |                        |
| 21 | 21 | «Qüestió de colors»    | Sílvia Quer      | Jaume Cabré & Piti Español | 11 d'abril de 1995     |
| L'Antonio és un gitano que està decidit a no crear-se més problemes a la vida perquè està en llibertat condicional. Però no té en compte en Jaume ni en Quico, dos germans que, per raons de venjança, no estan disposats a permetre que l'Antonio se surti amb la seva. |    |                        |                  |                            |                        |
| 22 | 22 | «Records»              | Xavier Berraondo | Jaume Cabré & Piti Español | 18 d'abril de 1995     |
| La Mariona, una vella amiga de l'Eduard, el ve a veure per consultar-li una qüestió molt important per a ella. L'Eduard té un misteriós deute pendent amb la Mariona. |    |                        |                  |                            |                        |
| 23 | 23 | «Les flors del mal»    | Sílvia Quer      | Jaume Cabré & Piti Español | 25 d'abril de 1995     |
| Un home molt amable comença a fixar-se amb massa interès en la Glòria. Tant de bo no hagués aparegut mai per l'estació. |    |                        |                  |                            |                        |
| 24 | 24 | «La traïció»           | Xavier Berraondo | Jaume Cabré & Piti Español | 2 de maig de 1995      |
| El Pere està a punt de canviar de destí. Falten pocs dies perquè es reuneixi el tribunal que ha de donar llum verda al seu ascens. Però vet aquí que el secretari del tribunal es presenta a l'estació d'enllaç. |    |                        |                  |                            |                        |
| 25 | 25 | «La comunitat»         | Sílvia Quer      | Jaume Cabré & Piti Español | 9 de maig de 1995      |
| Avui, el dia que el Pere es presenta al tribunal d'ascens, per a l'Eduard plou sobre mullat: la seva exdona ve a veure'l per demanar-li ajuda, precisament el dia que la Glòria ha hagut de marxar precipitadament… Però l'Eduard no sap si creure's la seva exdona. |    |                        |                  |                            |                        |
| 26 | 26 | «Un secret»            | Xavier Berraondo | Jaume Cabré & Piti Español | 16 de maig de 1995     |
| Mossèn Joan, un vell conegut del Manel, fa temps al bar per una gestió delicadíssima que té relació amb la seva activitat professional. |    |                        |                  |                            |                        |
| 27 | 27 | «Escac al rei»         | Sílvia Quer      | Jaume Cabré & Piti Español | 23 de maig de 1995     |
| Un amic de la Berta ve a veure-la a l'estació. El Tomàs provocarà una competència que culminarà en una partida simultània d'escacs. La Laura i l'Esteve, tot estudiant el piano, entraran en el terreny de les confidències íntimes. |    |                        |                  |                            |                        |
| 28 | 28 | «La temptació»         | Xavier Berraondo | Jaume Cabré & Piti Español | 30 de maig de 1995     |
| El dia que Nasserim Bayati, una escriptora pakistanesa, arriba a Barcelona per participar en una acte literari, el Manel es veu embolicat en una estranya aventura sentimental. |    |                        |                  |                            |                        |
| 29 | 29 | «Convida la casa»      | Xavier Berraondo | Jaume Cabré & Piti Español | 6 de juny de 1995      |
| La Laura i l'Esteve s'estan preparant per al concert que han de protagonitzar al cap de quinze dies. Al bar, però, es desfermen unes expectatives molt interessants… |    |                        |                  |                            |                        |
| 30 | 30 | «La fi d'un somni»     | Sílvia Quer      | Jaume Cabré & Piti Español | 13 de juny de 1995     |
| Falta molt poc perquè la Berta participi en la competició atlètica que ha estat preparant aquests últims mesos. L'Eduard i la Glòria estan a punt de prendre una decisió important de cara al futur. En aquest moment, tres nois amb molta gana s'instal·len en una taula del bar del Manel. |    |                        |                  |                            |                        |
| 31 | 31 | «Desconcert»           | Sílvia Quer      | Jaume Cabré & Piti Español | 20 de juny de 1995     |
| Avui, la Laura toca amb l'Esteve al Palau de la Música i tots els de l'estació volen anar a sentir-la. El cas és que les coses es compliquen i el que ja no és tan clar és que la Laura pugui tocar. |    |                        |                  |                            |                        |

### Segona temporada
| Núm. | #  | Títol                    | Director         | Guionista                   | Data d'emissió         |
| --- | -- | ------------------------ | ---------------- | --------------------------- | ---------------------- |
| 32 | 1  | «Tornem a començar»      | Xavier Berraondo | Jaume Cabré & Piti Español  | 13 de setembre de 1995 |
| La "rentrée" a l'estació d'enllaç està plena de situacions difícils. És cert que la majoria dels nostres amics han fet unes vacances per descansar de les múltiples aventures que han viscut. El que no sospiten és la quantitat de problemes amb què es trobaran just començar. I, si no, que l'hi preguntin al Manel i a tota la seva família.                      |    |                          |                  |                             |                        |
| 33 | 2  | «Virus»                  | Xavier Berraondo | Jaume Cabré & Piti Español  | 20 de setembre de 1995 |
| El Tomàs es pensa que tot és arribar i moldre. Per això quan li proposen un negoci estrany, hi cau de quatre potes. L'Eduard ens donarà un petit ensurt amb les decisions que prendrà sobre la seva imatge. La vida continua a l'estació d'enllaç. |    |                          |                  |                             |                        |
| 34 | 3  | «El perill de la pols»   | Sílvia Quer      | Jaume Cabré & Piti Español  | 27 de setembre de 1995 |
| Un seguit de fets inesperats tindran un efecte dramàtic en el futur d'una parella de l'estació. Mentrestant, els maldecaps econòmics del Manel augmenten. |    |                          |                  |                             |                        |
| 35 | 4  | «Carn picada»            | Orestes Lara     | Jaume Cabré & Piti Español  | 4 d'octubre de 1995    |
| N'hi ha que diuen que el fi justifica els mitjans. El Manel, de vegades, es refugia en aquesta màxima per resoldre els seus problemes. |    |                          |                  |                             |                        |
| 36 | 5  | «Raons de pes»           | Orestes Lara     | Jaume Cabré & Piti Español  | 11 d'octubre de 1995   |
| Alguns dels personatges de l'estació prenen partit en una situació gravíssima que sorgeix. |    |                          |                  |                             |                        |
| 37 | 6  | «La Benvinguda»          | Orestes Lara     | Jaume Cabré & Piti Español  | 18 d'octubre de 1995   |
| El Tomàs ha pres un seguit de decisions que afecten més gent. I salta la sorpresa. |    |                          |                  |                             |                        |
| 38 | 7  | «Anatomies»              | Sílvia Quer      | Jaume Cabré & Piti Español  | 25 d'octubre de 1995   |
| Problemes econòmics i sentimentals sacudeixen a totes les parelles de l'estació. |    |                          |                  |                             |                        |
| 39 | 8  | «Anava de blanc»         | Orestes Lara     | Jaume Cabré & Piti Español  | 1 de novembre de 1995  |
| El litigi entre el professor Sempràs i l'Ester encara porta cua. Tan llarga com la de la pobra núvia que es presenta a l'estació d'enllaç a buscar la Fina. |    |                          |                  |                             |                        |
| 40 | 9  | «Aparences»              | Orestes Lara     | Jaume Cabré & Piti Español  | 8 de novembre de 1995  |
| El Manel, sense haver-s'ho proposat, es troba un nen a les mans. Una situació aparentment innocent, però que portarà cua. |    |                          |                  |                             |                        |
| 41 | 10 | «El contracte»           | Orestes Lara     | Jaume Cabré & Piti Español  | 22 de novembre de 1995 |
| La relació entre el Manel i la Teresa passen hores baixes. El Tomàs s'hi enfronta amb una energia insospitada. |    |                          |                  |                             |                        |
| 42 | 11 | «Una cruïlla incerta»    | Orestes Lara     | Jaume Cabré & Piti Español  | 29 de novembre de 1995 |
| Unes persones es troben en una situació d'haver de prendre una decisió terrible. El Pere, que també està en una cruïlla personal dramàtica, es veu abocat a haver de decidir. |    |                          |                  |                             |                        |
| 43 | 12 | «Model»                  | Jordi Frades     | Jaume Cabré & Piti Español  | 6 de desembre de 1995  |
| El Pere i la Fina prenen una gran decisió mentre el Manel purga la seva culpa d'una manera molt original. Però en té la culpa, ell, o tot és cosa del Pere? |    |                          |                  |                             |                        |
| 44 | 13 | «1945»                   | Orestes Lara     | Jaume Cabré & Piti Español  | 13 de desembre de 1995 |
| Uns "skinheads" apallissen el Sr. Steiner, un nazi que es fa passar per jueu i que és l'amo del bar on treballa el Ian. El Ian, que és jueu, deixa de treballar per a ell. L'Enric parla de la relació sexual que té amb la Glòria. El Pere i la Fina tenen una nena en adopció, la Raquel, per veure si són capaços de ser uns bons pares. La nena és molt esquerpa. |    |                          |                  |                             |                        |
| 45 | 14 | «Mentides»               | Orestes Lara     | Jaume Cabré & Piti Español  | 20 de desembre de 1995 |
| L'Eduard i la Glòria simulen passions que van més enllà dels seus sentiments. |    |                          |                  |                             |                        |
| 46 | 15 | «Taurons»                | Jordi Frades     | Jaume Cabré & Piti Español  | 27 de desembre de 1995 |
| El Pere i la Fina estan a punt d'aconseguir l'adopció desitjada que dona lloc a una circumstància tràgica. |    |                          |                  |                             |                        |
| 47 | 16 | «El vernissatge»         | Orestes Lara     | Jaume Cabré & Piti Español  | 3 de gener de 1996     |
| La decisió de l'Eduard de deixar el quiosc obre noves ferides entre els personatges de l'estació. |    |                          |                  |                             |                        |
| 48 | 17 | «Canvi de pell»          | Orestes Lara     | Jaume Cabré & Andreu Martín | 10 de gener de 1996    |
| Continuen les aventures dels personatges de l'estació. |    |                          |                  |                             |                        |
| 49 | 18 | «El retorn»              | Jordi Frades     | Jaume Cabré & Andreu Martín | 17 de gener de 1996    |
| La mala maror de l'estació es veu reforçada per una història que posa a prova els més profunds sentiments humans. |    |                          |                  |                             |                        |
| 50 | 19 | «Amor de pare»           | Orestes Lara     | Jaume Cabré & Andreu Martín | 24 de gener de 1996    |
| Una nova relliscada del Manel el porta a una situació molt compromesa mentre a l'estació plana l'ombra d'un xantatge. |    |                          |                  |                             |                        |
| 51 | 20 | «Ensenyar les dents»     | Orestes Lara     | Jaume Cabré & Andreu Martín | 7 de febrer de 1996    |
| La pressió asfixiant sobre el Manel i una sobtada turbulència sentimental porten el Tomàs a haver de prendre decisions difícils. |    |                          |                  |                             |                        |
| 52 | 21 | «Paga i senyal»          | Jordi Frades     | Jaume Cabré & Andreu Martín | 14 de febrer de 1996   |
| La desorientació i l'angoixa que es viuen a l'estació afecten tots els personatges i en posen a prova la solidaritat. |    |                          |                  |                             |                        |
| 53 | 22 | «Veritats i mentides»    | Orestes Lara     | Jaume Cabré & Andreu Martín | 21 de febrer de 1996   |
| En un moment molt delicat, l'Eduard juga fort i demostra la solidesa del seu vincle amb la gent de l'estació. |    |                          |                  |                             |                        |
| 54 | 23 | «Recomençar»             | Orestes Lara     | Jaume Cabré & Andreu Martín | 28 de febrer de 1996   |
| El retorn inesperat d'en Manel obre moltes incògnites i encara fa més misteriosa la seva desaparició. |    |                          |                  |                             |                        |
| 55 | 24 | «Petons»                 | Jordi Frades     | Jaume Cabré & Andreu Martín | 6 de març de 1996      |
| Les passions encerclen el Tomàs i el Jan i trasbalsen tot el món sentimental de l'estació. |    |                          |                  |                             |                        |
| 56 | 25 | «Rebombori»              | Jordi Frades     | Jaume Cabré & Andreu Martín | 13 de març de 1996     |
| Mentre l'Eduard i la Glòria refan les il·lusions, el Pere es veu abocat a l'ull de l'huracà. |    |                          |                  |                             |                        |
| 57 | 26 | «Rates»                  | Orestes Lara     | Jaume Cabré & Andreu Martín | 27 de març de 1996     |
| Una alarma d'accident porta el caos a l'estació i ajuda a capgirar situacions molt compromeses. |    |                          |                  |                             |                        |
| 58 | 27 | «El número Pi»           | Orestes Lara     | Jaume Cabré & Andreu Martín | 3 d'abril de 1996      |
| La temuda destitució del Pere es produeix quan esclata una notícia que també és conflictiva. |    |                          |                  |                             |                        |
| 59 | 28 | «L'aliança»              | Jordi Frades     | Jaume Cabré & Andreu Martín | 17 d'abril de 1996     |
| Un fet casual enterboleix una situació idíl·lica, mentre el Manel s'esforça a retrobar la seva estabilitat emocional. |    |                          |                  |                             |                        |
| 60 | 29 | «Àlbum de fotos»         | Orestes Lara     | Jaume Cabré & Andreu Martín | 24 d'abril de 1996     |
| Una circumstància tèrbola porta l'ombra d'un homcidi a un dels personatges més carismàtics de l'estació. |    |                          |                  |                             |                        |
| 61 | 30 | «Set passes»             | Orestes Lara     | Jaume Cabré & Andreu Martín | 1 de maig de 1996      |
| Mentre l'Eduard actua com a jurat popular en un cas polèmic, sacseja l'estació un intent de suïcidi. |    |                          |                  |                             |                        |
| 62 | 31 | «Fills»                  | Xavier Berraondo | Jaume Cabré & Andreu Martín | 22 de maig de 1996     |
| La perspicàcia del Tomàs capgira espectacularment el resultat del judici on havia participat l'Eduard. |    |                          |                  |                             |                        |
| 63 | 32 | «Dos amors»              | Xavier Berraondo | Jaume Cabré & Andreu Martín | 5 de juny de 1996      |
| El retorn d'un personatge conflictiu reobre una ferida profunda al cor del Pere. |    |                          |                  |                             |                        |
| 64 | 33 | «Notícies»               | Orestes Lara     | Jaume Cabré & Andreu Martín | 12 de juny de 1996     |
| Una mort imprevista afecta decisivament la relació de la Glòria amb les seves filles. |    |                          |                  |                             |                        |
| 65 | 34 | «Fulls d'un dietari»     | Xavier Berraondo | Jaume Cabré & Andreu Martín | 3 de juliol de 1996    |
| Un joc de sentiments i interessos contraposats provoca una situació tensa que costa de solucionar. |    |                          |                  |                             |                        |
| 66 | 35 | «Vida de gossos»         | Orestes Lara     | Jaume Cabré & Andreu Martín | 10 de juliol de 1996   |
| La mala entesa entre el Pere i la Fina s'accentua tot i un incident que podia esdevenir dramàtic. |    |                          |                  |                             |                        |
| 67 | 36 | «La sort truca quan vol» | Xavier Berraondo | Jaume Cabré & Andreu Martín | 17 de juliol de 1996   |
| L'estació viu pendent d'un sortilegi que pot retornar l'estabilitat al Manel. |    |                          |                  |                             |                        |

### Tercera temporada
| Núm. | #  | Títol                                | Director                        | Guionista                   | Data d'emissió         |
| --- | -- | ------------------------------------ | ------------------------------- | --------------------------- | ---------------------- |
| 68 | 1  | «Pastís d'aniversari»                | Orestes Lara                    | Jaume Cabré & Andreu Martín | 17 de setembre de 1996 |
| La feliç circumstància d'un aniversari coincideix amb l'expectativa d'una reconciliació desitjada. |    |                                      |                                 |                             |                        |
| 69 | 2  | «Per un croissant»                   | Orestes Lara & Xavier Berraondo | Jaume Cabré & Andreu Martín | 1 d'octubre de 1996    |
| La violència irromp imprevisiblement a l'estació i fa que la vida del Manel i del Tomàs pengi d'un fil.                                                                                                |    |                                      |                                 |                             |                        |
| 70 | 3  | «Cos a cos»                          | Orestes Lara                    | Jaume Cabré & Andreu Martín | 8 d'octubre de 1996    |
| Un suposat robatori i la flama d'un nou amor provoquen sentiments i posen en perill algunes relacions.                                                                                                 |    |                                      |                                 |                             |                        |
| 71 | 4  | «El príncep blau»                    | Orestes Lara                    | Jaume Cabré & Andreu Martín | 5 de novembre de 1996  |
| Un embaràs imprevist fa vibrar tots els personatges de l'estació mentre que un fet casual hi escampa l'alarma.                                                                                         |    |                                      |                                 |                             |                        |
| 72 | 5  | «Frankfurt Connection»               | Sílvia Quer                     | Jaume Cabré & Andreu Martín | 12 de novembre de 1996 |
| L'Ester té una nova feina, o això sembla. La Fina també està pendent d'una nova feina i el Pere es fica en un bon embolic a causa d'aquesta feina…                                                     |    |                                      |                                 |                             |                        |
| 73 | 6  | «Canvi de dama»                      | Sònia Sánchez                   | Jaume Cabré & Andreu Martín | 19 de novembre de 1996 |
| Continuen els embolics del Pere. Per cert, no haurem assistit mai a una partida d'escacs tan emocionant com la d'aquest vespre.                                                                        |    |                                      |                                 |                             |                        |
| 74 | 7  | «O l'un o l'altre»                   | Sílvia Quer                     | Jaume Cabré & Andreu Martín | 3 de desembre de 1996  |
| L'Albert té molt d'interès a portar la seva xicota a l'estació; es veu que esperen algú; es veu que no sospiten què els espera.                                                                        |    |                                      |                                 |                             |                        |
| 75 | 8  | «Aquesta nit et vindré a veure»      | Sònia Sánchez                   | Jaume Cabré & Andreu Martín | 10 de desembre de 1996 |
| Fa unes setmanes, un home desequilibrat va provocar unes quantes morts a l'estació en un tiroteig absurd. Avui, la seva dona ve a l'estació amb una idea fixa.                                         |    |                                      |                                 |                             |                        |
| 76 | 9  | «Marisc»                             | Sílvia Quer                     | Jaume Cabré & Andreu Martín | 17 de desembre de 1996 |
| De com el marisc i la infidelitat poden estar íntimament relacionats. I altres històries d'amor. |    |                                      |                                 |                             |                        |
| 77 | 10 | «Cruïlla»                            | Sònia Sánchez                   | Jaume Cabré & Andreu Martín | 7 de gener de 1997     |
| La Patrícia és una dona sorprenent. Fa dies que corre per l'estació, com un rodamón, però amb la butxaca estranyament plena.                                                                           |    |                                      |                                 |                             |                        |
| 78 | 11 | «Anònim»                             | Sílvia Quer                     | Jaume Cabré & Andreu Martín | 14 de gener de 1997    |
| Quan van mal dades apareixen els anònims. Com que a l'estació les desgràcies no solen venir soles, avui un home misteriós també farà de les seves.                                                     |    |                                      |                                 |                             |                        |
| 79 | 12 | «Carn crua»                          | Carles Farràs                   | Jaume Cabré & Andreu Martín | 21 de gener de 1997    |
| A la botiga Visconti hi ha molt d'enrenou: noies de bandera, fotògrafs… Però la festa és en una altra banda, amb la família de l'Eduard. El que passa és que ni ell ni ningú sospiten com acabarà tot. |    |                                      |                                 |                             |                        |
| 80 | 13 | «Arròs amb conill»                   | Sílvia Quer                     | Jaume Cabré & Andreu Martín | 4 de febrer de 1997    |
| Un malentès escampa el pànic per l'estació, mentre que la relació entre la Fina i la Glòria es veu compromesa.                                                                                         |    |                                      |                                 |                             |                        |
| 81 | 14 | «Negociacions»                       | Carles Farràs                   | Jaume Cabré & Andreu Martín | 11 de febrer de 1997   |
| L'embaràs de la Teresa provoca un sobresalt que porta el Manel a prendre decisions. |    |                                      |                                 |                             |                        |
| 82 | 15 | «Els mars del sud»                   | Sílvia Quer                     | Jaume Cabré & Andreu Martín | 18 de febrer de 1997   |
| Mentre esclaten diversos conflictes amorosos, el Manel i la Teresa retroben la il·lusió. |    |                                      |                                 |                             |                        |
| 83 | 16 | «Claus que treuen claus»             | Carles Farràs                   | Jaume Cabré & Andreu Martín | 25 de febrer de 1997   |
| Un joc intens d'amors i desamors s'encreua amb la problemàtica marxa del Manel en un vaixell. |    |                                      |                                 |                             |                        |
| 84 | 17 | «Afectes secundaris»                 | Sílvia Quer                     | Jaume Cabré & Andreu Martín | 4 de març de 1997      |
| L'embaràs de la Teresa és objecte d'una especulació. La Glòria es veu forçada a revisar els seus sentiments.                                                                                           |    |                                      |                                 |                             |                        |
| 85 | 18 | «Llarga distància»                   | Carles Farràs                   | Jaume Cabré & Andreu Martín | 11 de març de 1997     |
| Un estat de pànic s'estén per tota l'estació i es resol amb un resultat tràgic. |    |                                      |                                 |                             |                        |
| 86 | 19 | «No em deixeu sol»                   | Carles Farràs                   | Jaume Cabré & Andreu Martín | 18 de març de 1997     |
| El retorn imprevist del Manel desorienta tothom, mentre l'Ester es veu embolicada en un cas insòlit.                                                                                                   |    |                                      |                                 |                             |                        |
| 87 | 20 | «L'àngel de la guarda»               | Carles Farràs                   | Jaume Cabré & Andreu Martín | 25 de març de 1997     |
| Una juguesca improvisada acaba d'arrodonir un dia amb un gran tràngol a l'estació. |    |                                      |                                 |                             |                        |
| 88 | 21 | «Aires de la pampa»                  | Carles Farràs                   | Jaume Cabré & Andreu Martín | 1 d'abril de 1997      |
| Mentre té lloc una venjança cruenta, la Teresa posa a prova al límit els sentiments del Manel. |    |                                      |                                 |                             |                        |
| 89 | 22 | «Traspàs»                            | Sílvia Quer                     | Jaume Cabré & Andreu Martín | 8 d'abril de 1997      |
| El Manel amplia el negoci mentre es desemmascara un afer tèrbol a l'entorn de l'Helena. |    |                                      |                                 |                             |                        |
| 90 | 23 | «Cuca de llum»                       | Sílvia Quer                     | Jaume Cabré & Andreu Martín | 15 d'abril de 1997     |
| Un amor secret apassionat porta a situacions de violència en un dia molt especial per a la Glòria. |    |                                      |                                 |                             |                        |
| 91 | 24 | «La cova dels lladres»               | Sílvia Quer                     | Jaume Cabré & Andreu Martín | 22 d'abril de 1997     |
| Un suposat afer de droga crea un clima de tensió mentre l'Eduard mira de posar en ordre els seus sentiments.                                                                                           |    |                                      |                                 |                             |                        |
| 92 | 25 | «Edats perilloses»                   | Carles Farràs                   | Jaume Cabré & Andreu Martín | 6 de maig de 1997      |
| Una història turbulenta que afecta la Raquel contrasta amb una manifestació de sentiments generosos de l'Eduard.                                                                                       |    |                                      |                                 |                             |                        |
| 93 | 26 | «He estat jo»                        | Sílvia Quer                     | Jaume Cabré & Andreu Martín | 13 de maig de 1997     |
| Noves aventures afectaran els habitants de l'estació. |    |                                      |                                 |                             |                        |
| 94 | 27 | «Cintes de vídeo»                    | Sílvia Quer                     | Jaume Cabré & Andreu Martín | 20 de maig de 1997     |
| A l'estació es viu un problema domèstic greu mentre al Manel se li desvetllen vel·leïtats artístiques.                                                                                                 |    |                                      |                                 |                             |                        |
| 95 | 28 | «Visceral»                           | Carles Farràs                   | Jaume Cabré & Andreu Martín | 27 de maig de 1997     |
| Una juguesca macabra i la lluita per un fill alteren el clima de l'estació en un moment delicat per a la Teresa.                                                                                       |    |                                      |                                 |                             |                        |
| 96 | 29 | «Les millors mans del món»           | Carles Farràs                   | Jaume Cabré & Andreu Martín | 3 de juny de 1997      |
| Mentre la família Garcia viu uns moment emotius, a l'estació esclata un problema de racisme. |    |                                      |                                 |                             |                        |
| 97 | 30 | «Les millors mans del món (2a part)» | Sílvia Quer                     | Jaume Cabré & Andreu Martín | 10 de juny de 1997     |
| A l'hospital es viuen moments molt tensos i a l'Eduard se li desborden els problemes. |    |                                      |                                 |                             |                        |

### Quarta temporada
| Núm. | #  | Títol                       | Director      | Guionista                  | Data d'emissió         |
| --- | -- | --------------------------- | ------------- | -------------------------- | ---------------------- |
| 98 | 1  | «Habibi»                    | Carles Farràs | Jaume Cabré & Manel Bonany | 30 de setembre de 1997 |
| La criança de la nena del Manel i la Teresa afecta tota l'estació mentre s'hi mantenen vius tot de conflictes sentimentals.                  |    |                             |               |                            |                        |
| 99 | 2  | «Striptease»                | Sílvia Quer   | Jaume Cabré & Manel Bonany | 7 d'octubre de 1997    |
| Una inesperada sessió d'striptease torba l'ambient plàcid que regnava a l'estació.                                                           |    |                             |               |                            |                        |
| 100 | 3  | «Cinc mil anys»             | Carles Farràs | Jaume Cabré & Manel Bonany | 21 d'octubre de 1997   |
| Un gran trastorn familiar afecta el Pere i la Fina, mentre que el Tomàs intenta, com sigui, trobar feina.                                    |    |                             |               |                            |                        |
| 101 | 4  | «Retrat amb cavall»         | Sònia Sánchez | Jaume Cabré & Manel Bonany | 28 d'octubre de 1997   |
| Un robatori i la presència de droga causen un trasbals en la vida quotidiana de l'estació.                                                   |    |                             |               |                            |                        |
| 102 | 5  | «Cendres»                   | Carles Farràs | Jaume Cabré & Manel Bonany | 4 de novembre de 1997  |
| Un apassionament sobtat i la temptació constant de la droga s'intercalen en un afer macabre.                                                 |    |                             |               |                            |                        |
| 103 | 6  | «Sota sospita»              | Sònia Sánchez | Jaume Cabré & Manel Bonany | 11 de novembre de 1997 |
| La presència d'un expresidiari enrareix l'ambient de l'estació, on conflueixen conflictes impensables.                                       |    |                             |               |                            |                        |
| 104 | 7  | «Pedra, paper, tisores»     | Carles Farràs | Jaume Cabré & Manel Bonany | 18 de novembre de 1997 |
| Un joc innocent ajuda a enterbolir el clima creat per l'agressió que pateix la Glòria.                                                       |    |                             |               |                            |                        |
| 105 | 8  | «L'ase dels cops»           | Sònia Sánchez | Jaume Cabré                | 25 de novembre de 1997 |
| L'afany dels pares per recuperar els fills o com a mínim de no perdre-hi el contacte obre la capsa de molts sentiments.                      |    |                             |               |                            |                        |
| 106 | 9  | «Final de trajecte»         | Carles Farràs | Jaume Cabré & Manel Bonany | 2 de desembre de 1997  |
| L'ombra d'una mort volguda causa l'alarma a la família Comes mentre el Tomàs es debat en cabòries sentimentals.                              |    |                             |               |                            |                        |
| 107 | 10 | «Llum verda»                | Sònia Sánchez | Jaume Cabré & Manel Bonany | 9 de desembre de 1997  |
| Un accident de trens torna a obrir ferides entre el Pere i la Fina just quan l'Ester fa un anunci sorprenent.                                |    |                             |               |                            |                        |
| 108 | 11 | «La dona del sac»           | Carles Farràs | Jaume Cabré & Manel Bonany | 16 de desembre de 1997 |
| La desaparició de la Clàudia causa una alarma que dilueix el problema greu que afecta el Pere.                                               |    |                             |               |                            |                        |
| 109 | 12 | «Dues històries d'amor»     | Sònia Sánchez | Jaume Cabré                | 30 de desembre de 1997 |
| Una història bruta posa en joc la reputació de la Fina. Mentrestant, en Tomàs continua amb els seus originals problemes derivats del casori. |    |                             |               |                            |                        |
| 110 | 13 | «Èxode»                     | Carles Farràs | Jaume Cabré                | 20 de gener de 1998    |
| Enmig del desordre que regna per l'acomiadament del Pere, a l'estació apareixen tot de passions soterrades.                                  |    |                             |               |                            |                        |
| 111 | 14 | «Adéu»                      | Sònia Sánchez | Jaume Cabré                | 10 de febrer de 1998   |
| La solidaritat amb el Pere somou els fonaments de l'amistat coincidint amb el comiat del Manel.                                              |    |                             |               |                            |                        |
| 112 | 15 | «Sola pecunia regnat»       | Carles Farràs | Jaume Cabré                | 17 de febrer de 1998   |
| Sabíeu que la Teresa tenia una germana? Doncs ella tampoc no ho sabia.                                                                       |    |                             |               |                            |                        |
| 113 | 16 | «Encadenats»                | Sònia Sánchez | Jaume Cabré                | 24 de febrer de 1998   |
| Un bon enrenou a l'estació. Qui més qui menys fa pressió perquè en Pere torni i això comporta grans problemes.                               |    |                             |               |                            |                        |
| 114 | 17 | «Enllaç»                    | Carles Farràs | Jaume Cabré                | 3 de març de 1998      |
| El casament del Tomàs. Es casarà? |    |                             |               |                            |                        |
| 115 | 18 | «La joia de la corona»      | Jordi Frades  | Jaume Cabré                | 10 de març de 1998     |
| L'enveja entre companys de feina i un robatori conflictiu posen en perill la convivència a l'estació.                                        |    |                             |               |                            |                        |
| 116 | 19 | «Pecats de joventut»        | Carles Farràs | Jaume Cabré                | 17 de març de 1998     |
| La Fina veu com trontolla el seu negoci mentre es destapen velles històries sentimentals.                                                    |    |                             |               |                            |                        |
| 117 | 20 | «La nineta dels ulls»       | Jordi Frades  | Jaume Cabré                | 24 de març de 1998     |
| L'Eduard s'enfronta cruament amb la dificultat de formar una família quan a la Glòria se li obren noves portes.                              |    |                             |               |                            |                        |
| 118 | 21 | «La roda de la fortuna»     | Carles Farràs | Jaume Cabré                | 7 d'abril de 1998      |
| La predicció de futures desgràcies fa que tots els personatges de l'estació passin per moments de desorientació.                             |    |                             |               |                            |                        |
| 119 | 22 | «L'arca de la nova aliança» | Jordi Frades  | Jaume Cabré                | 14 d'abril de 1998     |
| Una onada de bondat aterra a l'estació i remou sentiments mentre es debaten interessos tèrbols.                                              |    |                             |               |                            |                        |
| 120 | 23 | «Tercer grau»               | Carles Farràs | Jaume Cabré                | 21 d'abril de 1998     |
| Un cas punyent d'infidelitat s'afegeix a l'enrenou que afecta tots els personatges de l'estació.                                             |    |                             |               |                            |                        |
| 121 | 24 | «Com un bolígraf»           | Jordi Frades  | Jaume Cabré                | 28 d'abril de 1998     |
| La Glòria juga fort per organitzar la seva vida sentimental enmig d'un ambient presidit per un cas de prostitució.                           |    |                             |               |                            |                        |
| 122 | 25 | «Pas en fals»               | Carles Farràs | Jaume Cabré & Manel Bonany | 19 de maig de 1998     |
| L'afany dels personatges de l'estació per resoldre els seus problemes es barreja amb un afer tèrbol de tràfic d'armes.                       |    |                             |               |                            |                        |
| 123 | 26 | «Herr Schluss»              | Jordi Frades  | Jaume Cabré                | 26 de maig de 1998     |
| La presència d'una càrrega sinistra complica la situació alterada que hi ha al bar i a la botiga de l'estació.                               |    |                             |               |                            |                        |
| 124 | 27 | «Wall Street»               | Carles Farràs | Jaume Cabré                | 2 de juny de 1998      |
| Mentre al bar hi ha un gran enrenou, el Manel és víctima de les pitjors desgràcies i es queda sense diners ni feina.                         |    |                             |               |                            |                        |
| 125 | 28 | «Música callada»            | Jordi Frades  | Jaume Cabré                | 16 de juny de 1998     |
| L'Eduard intenta resoldre el seu problema sentimental i es troba immers en una situació d'alt risc.                                          |    |                             |               |                            |                        |
| 126 | 29 | «El preu del silenci»       | Carles Farràs | Jaume Cabré                | 23 de juny de 1998     |
| Les trifulgues del Manel i la Fina amb la feina comprometen i fan anar en doina tota l'estació.                                              |    |                             |               |                            |                        |
| 127 | 30 | «Ajudes que maten»          | Jordi Frades  | Jaume Cabré                | 30 de juny de 1998     |
| Afers sentimentals i conflictes familiars porten la Glòria i la Teresa a una situació personal límit que pot capgirar les seves vides.       |    |                             |               |                            |                        |
| 128 | 31 | «Privat»                    | Carles Farràs | Jaume Cabré                | 7 de juliol de 1998    |
| L'esclariment d'un assassinat provoca unes hores d'angoixa en l'ambient de l'estació.                                                        |    |                             |               |                            |                        |

### Cinquena temporada
| Núm. | #  | Títol                       | Director       | Guionista   | Data d'emissió         |
| --- | -- | --------------------------- | -------------- | ----------- | ---------------------- |
| 129 | 1  | «Passem comptes»            | Albert Guitart | Jaume Cabré | 23 de setembre de 1998 |
| El Manel veu seriosament compromesa la seva estabilitat familiar mentre s'esdevé un afer vocacional tèrbol.              |    |                             |                |             |                        |
| 130 | 2  | «Inspectora supernumerària» | Carles Farràs  | Jaume Cabré | 7 d'octubre de 1998    |
| Els problemes i els afers sentimentals de tots els personatges de l'estació donen lloc a sentides mostres d'ajuda mútua. |    |                             |                |             |                        |
| 131 | 3  | «Revolta de bruixes»        | Albert Guitart | Jaume Cabré | 14 d'octubre de 1998   |
| Una colla d'accions tèrboles per part de l'Olmo mobilitzen l'estació per imposar la justícia.                            |    |                             |                |             |                        |
| 132 | 4  | «Sàhara»                    | Jordi Frades   | Jaume Cabré | 28 d'octubre de 1998   |
| El Manel juga amb foc i acaba trencant de mala manera els seus vincles familiars.                                        |    |                             |                |             |                        |
| 133 | 5  | «Un negoci fabulós»         | Jordi Frades   | Jaume Cabré | 11 de novembre de 1998 |
| La relació del Manel i la Teresa es retroba en un desenllaç commovedor mentre a l'estació regna la picaresca.            |    |                             |                |             |                        |
| 134 | 6  | «El martiri de l'àngel»     | Albert Guitart | Jaume Cabré | 18 de novembre de 1998 |
| La marxa ara definitiva del Manel es veu enterbolida per una tragèdia.                                                   |    |                             |                |             |                        |
| 135 | 7  | «Do svidània»               | Jordi Frades   | Jaume Cabré | 2 de desembre de 1998  |
| Un fet inicialment casual porta a una situació molt tensa amb perill de vida per a la Laura i el Jan.                    |    |                             |                |             |                        |
| 136 | 8  | «Sobre rodes»               | Albert Guitart | Jaume Cabré | 23 de desembre de 1998 |
| Una presència inesperada crea un clima expectant a l'estació que desemboca en un fet dramàtic.                           |    |                             |                |             |                        |
| 137 | 9  | «Gilda»                     | Jordi Frades   | Jaume Cabré | 30 de desembre de 1998 |
| L'absència del Manel continua pesant sobre tots els personatges de l'estació que ho arrisquen tot per fer-lo tornar.     |    |                             |                |             |                        |
| 138 | 10 | «Incapacitat transitòria»   | Albert Guitart | Jaume Cabré | 6 de gener de 1999     |
| La Glòria es debat en els seus dubtes sentimentals enmig d'altres afers també amorosos però no tan transparents.         |    |                             |                |             |                        |
| 139 | 11 | «Regals»                    | Albert Guitart | Jaume Cabré | 13 de gener de 1999    |
| La sospita d'un important robatori i la presència de l'Estradé alteren fortament el ritme de l'estació.                  |    |                             |                |             |                        |
| 140 | 12 | «Final de trajecte»         | Jordi Frades   | Jaume Cabré | 20 de gener de 1999    |
| Una gran expectació precedeix l'anhelat retorn del Manel, que està a punt d'acabar en una tragèdia.                      |    |                             |                |             |                        |